# Мюрскюля
Мюрскюля (фин. Myrskylä) — община в провинции Уусимаа, губерния Южная Финляндия, Финляндия. Общая площадь территории — 206,34 км², из которых 5,98 км² — вода.

## Демография
На 31 января 2011 года в общине Мюрскюля проживало 2001 человек: 1001 мужчина и 1000 женщин.
Финский язык является родным для 87,69% жителей, шведский — для 10,22%. Прочие языки являются родными для 2,09% жителей общины.
Возрастной состав населения:
- до 14 лет — 15,99%
- от 15 до 64 лет — 62,32%
- от 65 лет — 21,94%

Изменение численности населения по годам:
| Год  | Численность |
| ---- | ----------- |
| 1990 | 2098        |
| 1995 | 2040        |
| 2000 | 2004        |
| 2005 | 2033        |
| 2010 | 2006        |
| 2015 | 1969        |
| 2010 | 1871        |